# بوتیمار کاکل‌سفید
بوتیمار کاکل‌سفید (نام علمی: Tigriornis leucolopha) نام یک گونه از شاخه طنابداران است.